# بسط و گسترش موسیقی

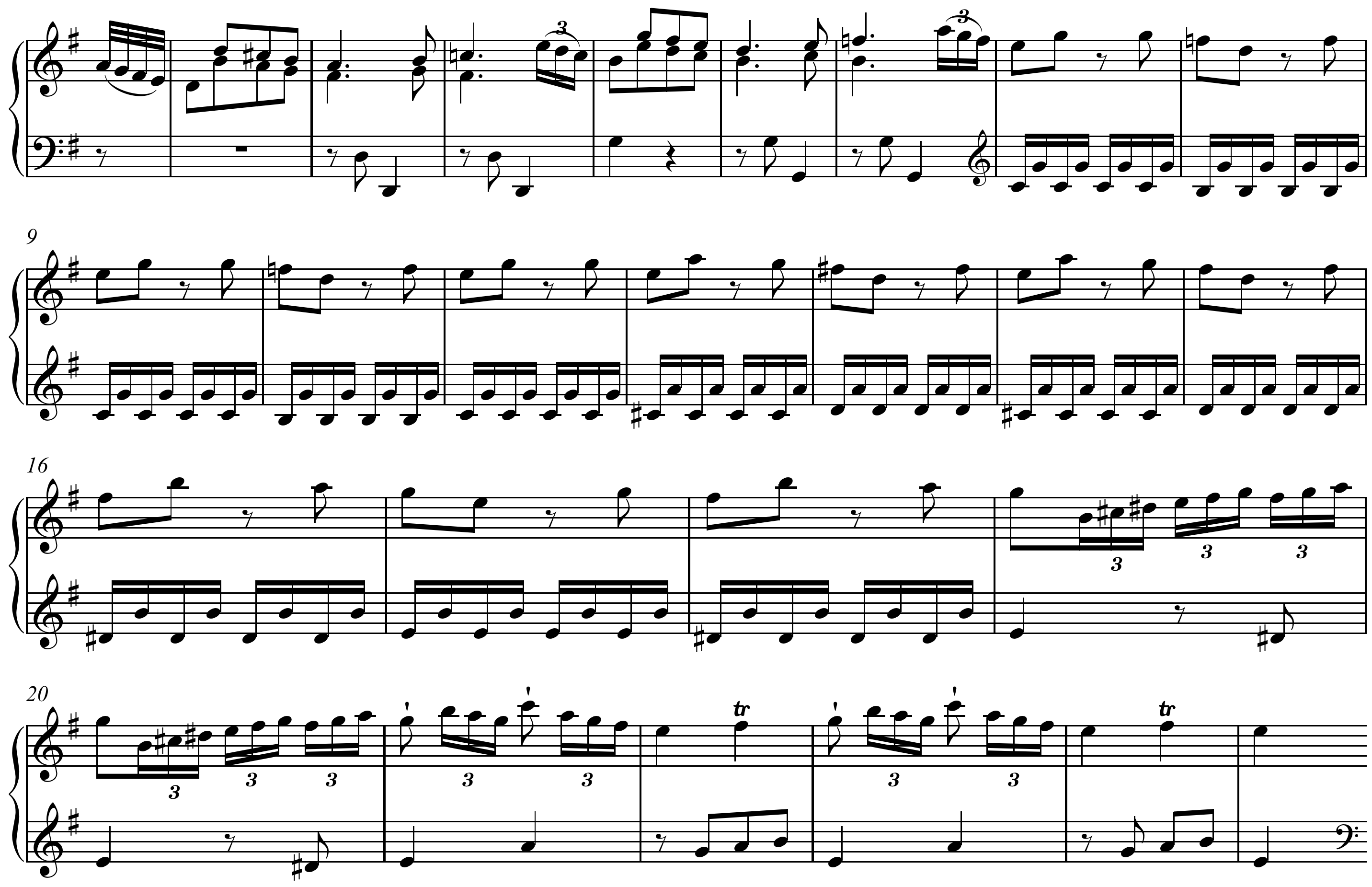
«بسط و گسترش» در آثار یوزف هایدن، سونات در سل ماژور، (میزان ۲۹ تا ۵۳).

بسط و گسترش موسیقی (انگلیسی: Musical development) در موسیقی کلاسیک، شیوه‌ای است در آهنگسازی که از طریق یک ایدهٔ موسیقایی، به دگرگونی و بازگشت تم یا مواد اولیهٔ قطعه پرداخته و ارتباط برقرار می‌کند. «بسط و گسترش» اغلب در تضاد با واریاسیون است که روشی متفاوت برای رسیدن به همان هدف است.

## شرح
«بسط و گسترش» برای ایجاد تنوع به یک ایدهٔ خاص در قطعهٔ موسیقی است. این کار با چند تکه کردنِ ایدهٔ اصلی شکل می‌گیرد و هر کدام از این تکه‌ها که از مادهٔ اولیه جدا یا شکسته می‌شوند، در شکلی جدید گسترش می‌یابند. این نوع از گسترش که با تغییرات در ریتم، فواصل گام و تکرارهای تغییریافته مانند سکانس همراه است که این تنوع باعث ایجاد تحول و دوری از ایدهٔ اصلی می‌شود. این دگرگونی از تم اصلی سرچشمه گرفته و گسترش می‌یابد و به واسطهٔ تحولاتی که در بافت موسیقی، ملودی، ریتم، تونالیته و تسلسل هارمونی رخ می‌دهد، ایدهٔ اصلی به کلی تغییر کرده و تشخیص دوبارهٔ آن را مشکل می‌سازد.
در این فرایند، ایده‌های مرکزی خاص در زمینه‌های مختلف یا به صورت تغییریافته تکرار می‌شوند تا ذهنِ شنونده آگاهانه یا ناخودآگاه، تجسم‌های مختلف این ایده‌ها را مقایسه کند. شنوندگان ممکن است «تنش بین نتایج قابلِ انتظار و واقعی» را درک کنند (وارونه‌گویی را ببینید) که یکی از عناصر غافلگیری در موسیقی است. «بسط و گسترش» ریشه در کنترپوان دارد. در جایی که ممکن است «تم» یا «سوژه»، تأثیری احساسی یا عاطفی ایجاد کند، اما به تدریج از توانایی‌های بخش کنترپوانتال آن پرده برمی‌دارد.
در فرم سونات، «بخش میانی» (بین گشایش و کمک به بازگشایش)، بخش «بسط و گسترش» نامیده می‌شود.
روش‌های مختلفی برای «بسط و گسترش» از یک «تم» وجود دارد که شامل:
- تجزیهٔ یک تم به قسمت‌های مختلف که هر بخش آن را می‌توان به شیوهٔ «بسط و گسترش» توسعه داد، یا با روشِ جدیدی ترکیب کرد. یا به‌طور مشابه دو یا چند «تم» می‌توانند با هم ترکیب شوند که در بعضی موارد با این امکان، تم‌ها در ذهن ترسیم می‌شوند.
- تغییر فواصل گام با حفظِ ریتم اصلی.
- جابجایی ریتمیک، به‌طوری که کشش متریکِ تم اصلی، در یک نقطهٔ متفاوت تغییر کند.
- روشِ سکانس، یا به صورت دیاتونیک در یگ گام و یا گام‌های جانشین دیگر.

## تحلیل بسط و گسترش در فرم اسکرتسو
موومان اسکرتسو از سونات پیانو شماره ۱۵، اثر بتهوون، تعدادی از این مراحل را در مقیاس کوچک نشان می‌دهد. چارلز روزن با اظهار تعجب از سادگی در «تم اولیه» می‌گوید: «تم اول چیزی جز چهار نت فا دیز نیست که در یک حرکت نزولی در
اکتاو قرار دارد. اما به دنبال آن نوری از درجات (از چپ به راست I/ii/V7/I) و شبیه کادانس با یک موتیف عجیب و غریب، چهار بار تکرار می‌شود». این هشت میزان تمام مواد اولیه و مورد نیاز بتهوون را تأمین می‌کند تا قطعه را از میزان ۳۳ تا ۴۸ «بسط و گسترش» دهد:

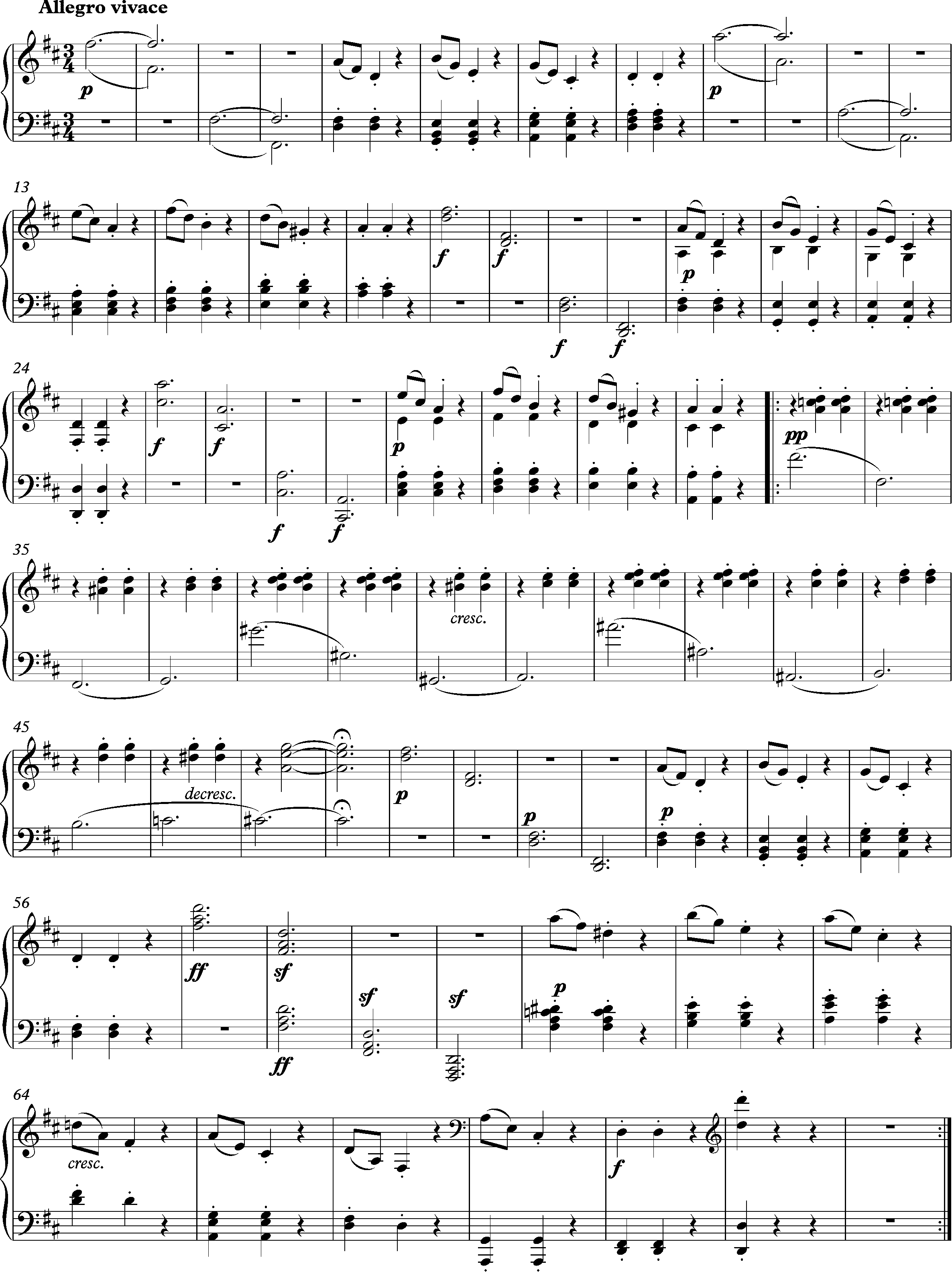
سونات پیانو شماره ۱۵، اپوس ۲۸، اثر بتهوون. بی‌قاب|چپ|

### تقسیم یک تم در بخش‌ها
اکتاو نزولی در دو میزان اول و تکرار آکورد استاکاتو در دست چپ (میزان ۵ تا ۸)، دو قطعه‌ای است که بتهوون بعداً «بسط و گسترش» می‌دهد:

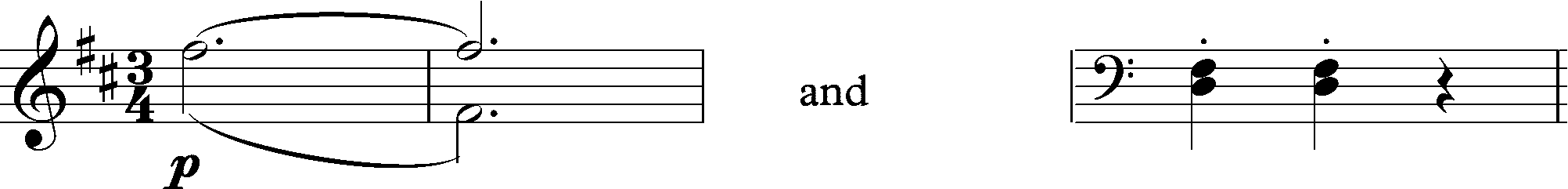
اسکرتسو از سونات پیانو شماره ۱۵، تمی که توسط بتهوون بسط و گسترش می‌یابد.

### تغییر در گام با آلتراسیون
ایدهٔ اکتاوِ پایین‌رونده و تا حدودی لُخت که در چهار میزان اول آمده‌است، در میزان ۳۳ تا ۳۶ با نت آلتره (تغییریافته) به صورت ظریفی با نیم‌پرده اختلاف به شکل یک مُنحنی بالارونده انتقال می‌یابد:

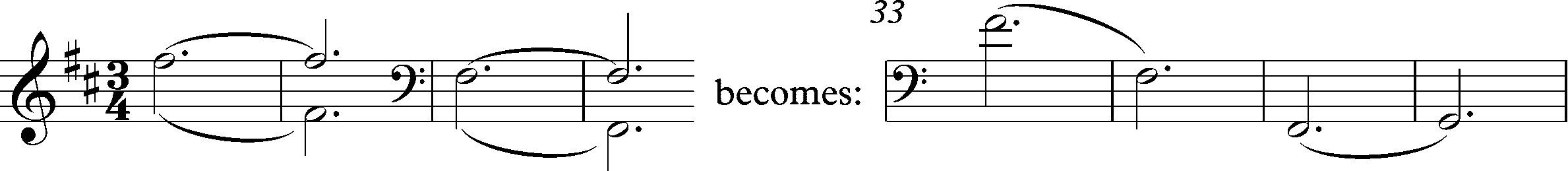
شروع انتقال یک ایده

### جابجایی ریتمیک
در این موومان آکوردهای تکراریِ دست چپ در میزان ۵ جابجا می‌شوند، به‌طوری که از میزان ۳۳ به بعد در ضرب‌های دوم و سوم قرار می‌گیرند:

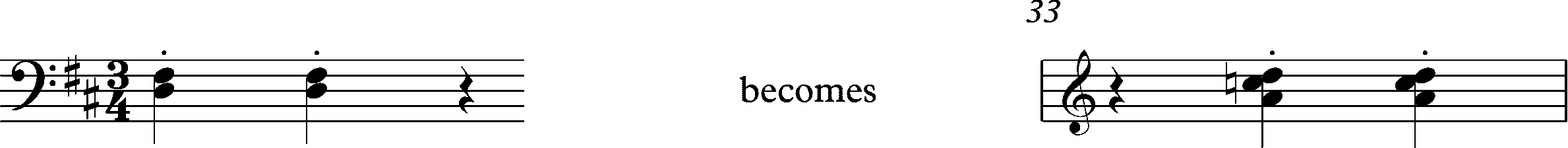
جابجایی ریتمیک

### سکانس و گسترش یک یا چند تم و ترکیب
در میزان‌های ۳۳ تا ۴۸ این دو بخش در هم ترکیب می‌شوند و بخش «بسط و گسترش» از یک مدگردی سکانسی با توالی گام‌های مختلف (سل ماژور ← لا ماژور ← سی مینور ← ر ماژور) عبور می‌کنند:

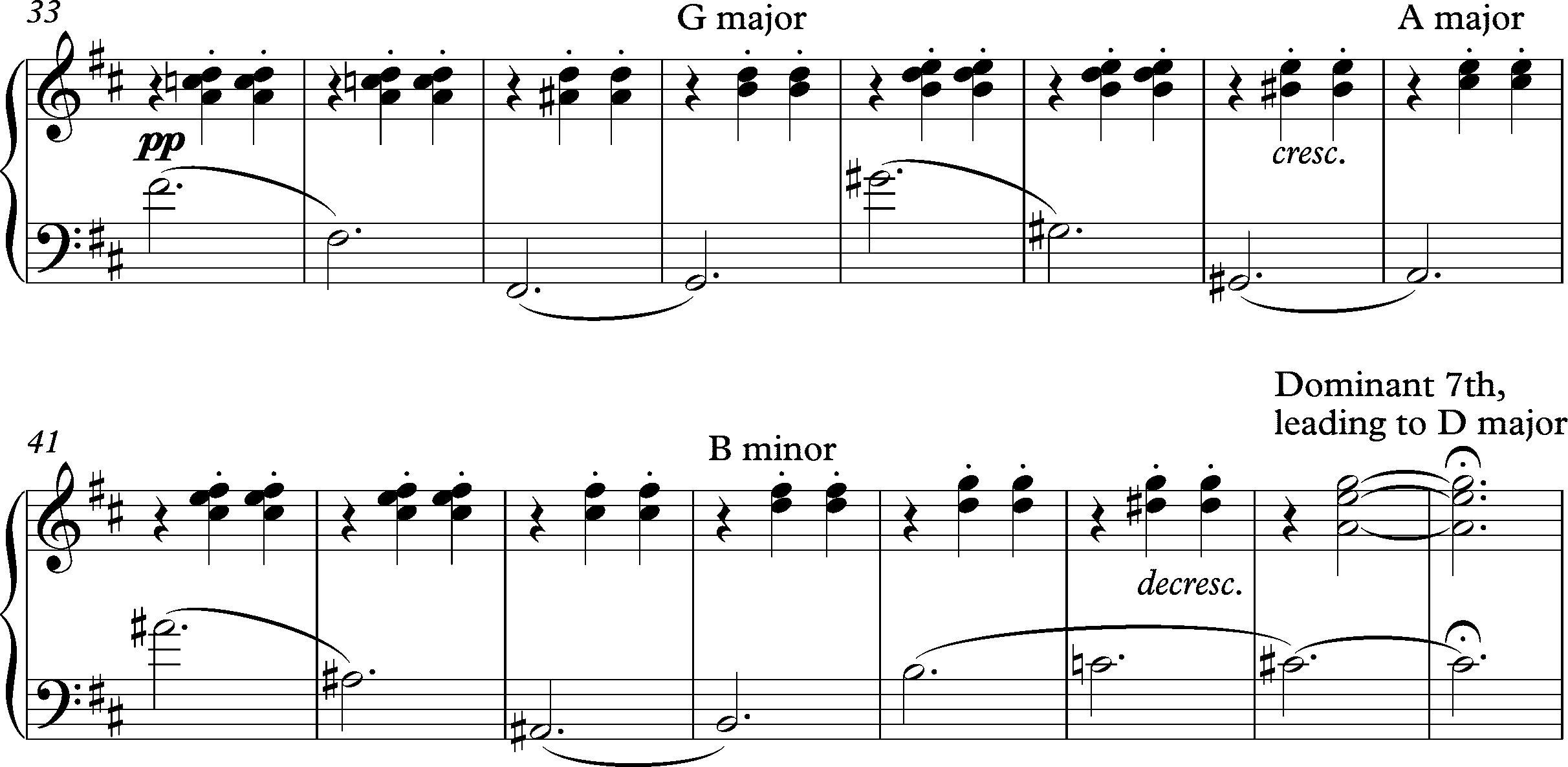
بتهوون، اسکرتسو از سونات پیانو شماره ۱۵، بخش گسترشبی‌قاب|چپ|

برنامه‌ریزی استراتژیک بتهوون برای بخش «بسط و گسترش» در طرح زیر نشان می‌دهد که او در مقیاسی بزرگتر برای توسعه در برخی از آثارش در گام ماژور، از این روش استفاده کرد. خط باس پیشرفتی سرنوشت ساز را از طریق گام کروماتیک دنبال می‌کند:

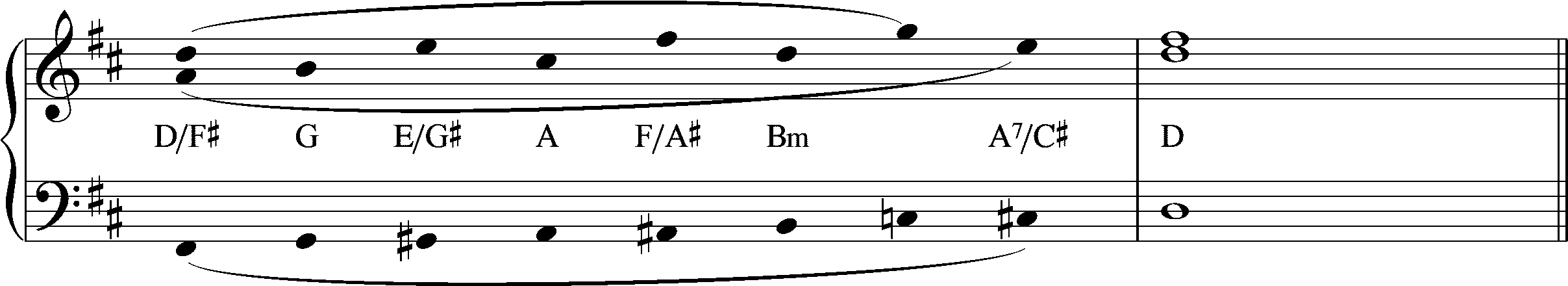
طرح کلی هارمونیک، میزان ۳۳ تا ۴۹

نقل قول دوباره از «چارلز روزن» در مورد این موومان: «همانطور که معاصر بتهوون جان کانستبل گفت، کارِ واقعی یک هنرمند، ساختن چیزی از هیچ چیز است».

## تحلیل بسط و گسترش در فرم‌ اورتور
بسط و گسترش موسیقی که معمولاً به‌عنوان «بخش بسط و گسترش» شناخته می‌شود، همیشه محدود به این بخش نیست و این تکنیک می‌تواند در هر نقطه‌ای از یک قطعهٔ موسیقی رخ دهد. به‌عنوان مثال «موومان سونات پرانرزی» از اورتور اپرای دون ژوان اثرِ موتسارت، در گشایش دو فراز متضاد را معرفی می‌کند که ابتدا دارای یک فراز مشخص و «فراز دوم» نرم و توطئه‌آمیز است:

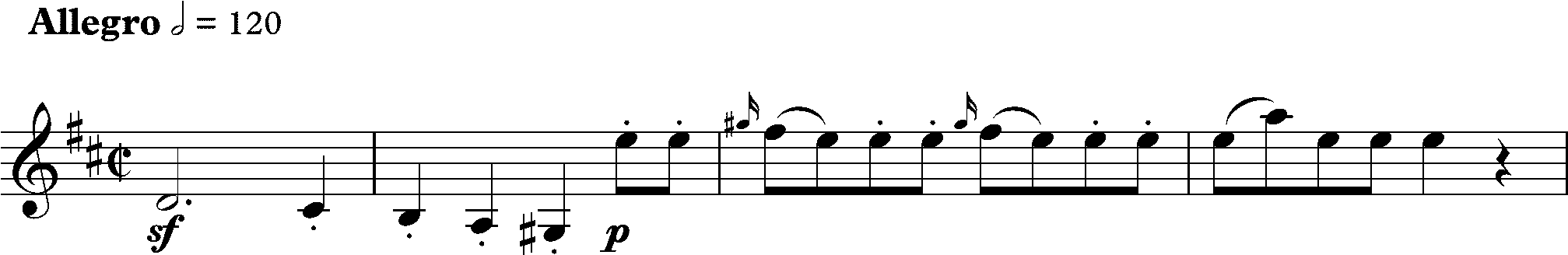
اورتور دون ژوان، میزان ۸۰–۷۷بی‌قاب|چپ|

ویلیام مان (منتقد انگلیسی موسیقی) می‌گوید: «اولین فراز بسیار مهم است و بلافاصله توسط بخش‌های مختلف ارکستر به صورت تقلیدی مورد استفاده قرار می‌گیرد، از لا ماژور شروع و به چندین گام موازی جهش می‌کند». هر فراز از موسیقی برای عبور نزولی از لا ماژور به لا مینور با نت آلتره تغییر می‌کند و از گام مینور به آکورد هفت (G7) و سپس به گام دورترِ دو ماژور و از آنجا به لا ماژور بازمی‌گردد:

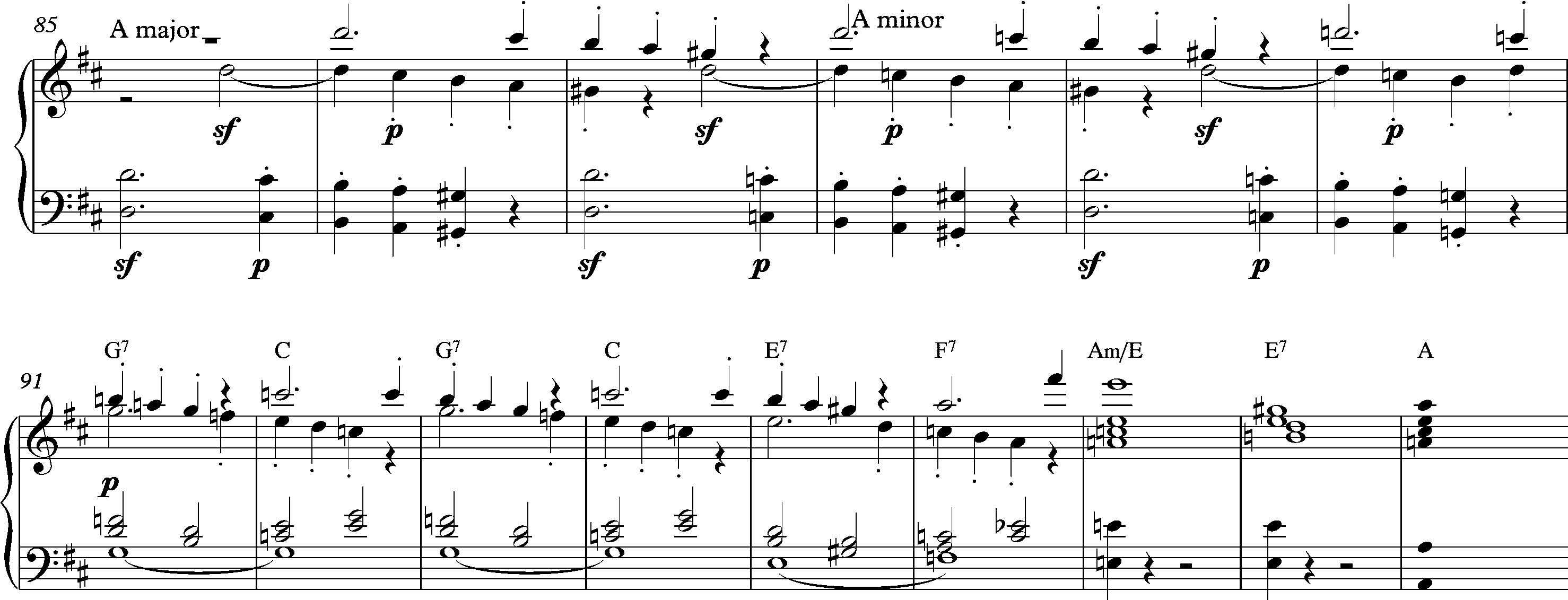
اورتور دون ژوان، میزان ۱۰۰–۸۵بی‌قاب|چپ|

موتسارت در بخش مرکزی اورتور (که معمولاً به عنوان «بخش بسط و گسترش موسیقی» شناخته می‌شود) از هر دو فراز با کنار هم قرار دادن و انتخاب تنالیته‌های جدید استفاده می‌کند و از روش تکرار برای گسترش بهره می‌گیرد. در این مثال قطعه با تداومِ مودولاسیون سکانس‌گونهٔ خط باس به همراه فراز دوم یا تم «نرم و توطئه‌آمیز»، از طریق پیشرفت آکوردها در دایره پنجم‌ها گسترش داده شده‌است:

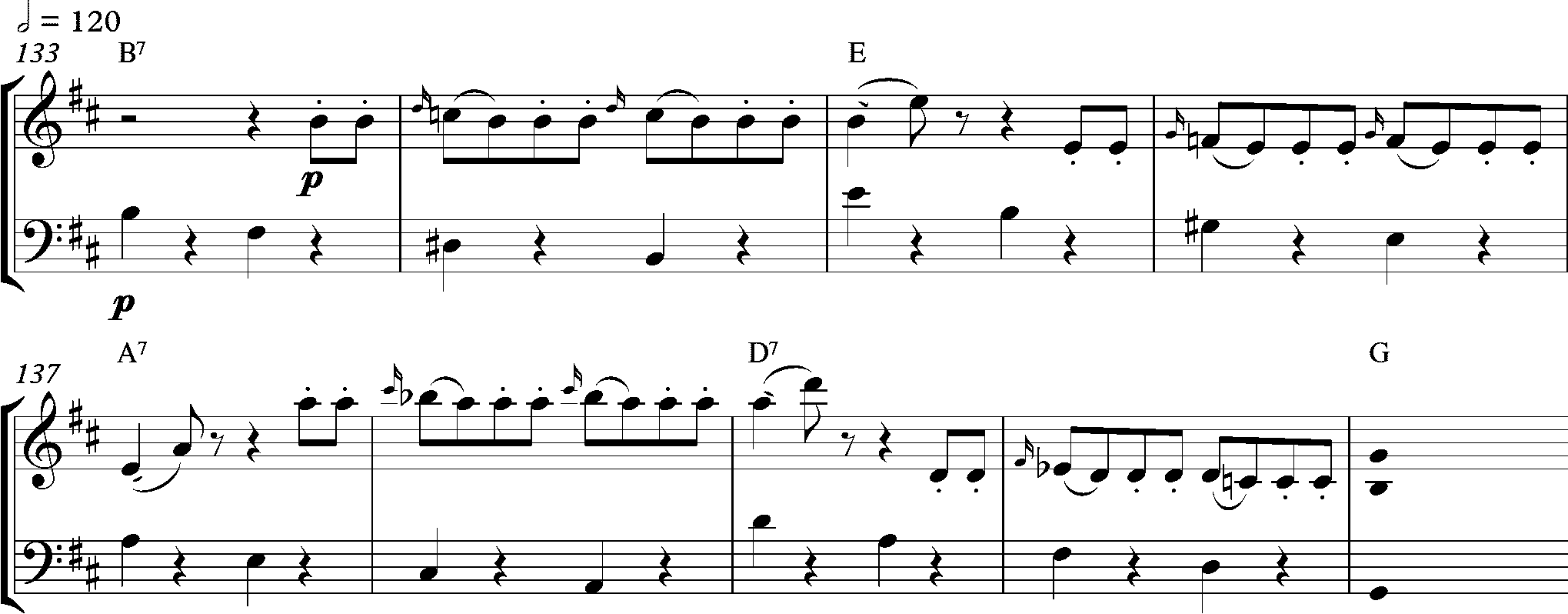
اورتور دون ژوان، میزان ۱۴۱–۱۳۳، فقط بخش ویلن‌ها و باسبی‌قاب|چپ|

در ادامه، موتسارت هم‌زمان به ترکیب هر دو فراز می‌پردازد و با کنترپوان تقلیدی که از فراز اول رشد کرده‌است، قطعه را گسترش می‌دهد. به قول ویلیام مان این گسترش «هر دو نیمهٔ» تم را متحد می‌کند و بدین ترتیب بافت محکمی شکل می‌گیرد:

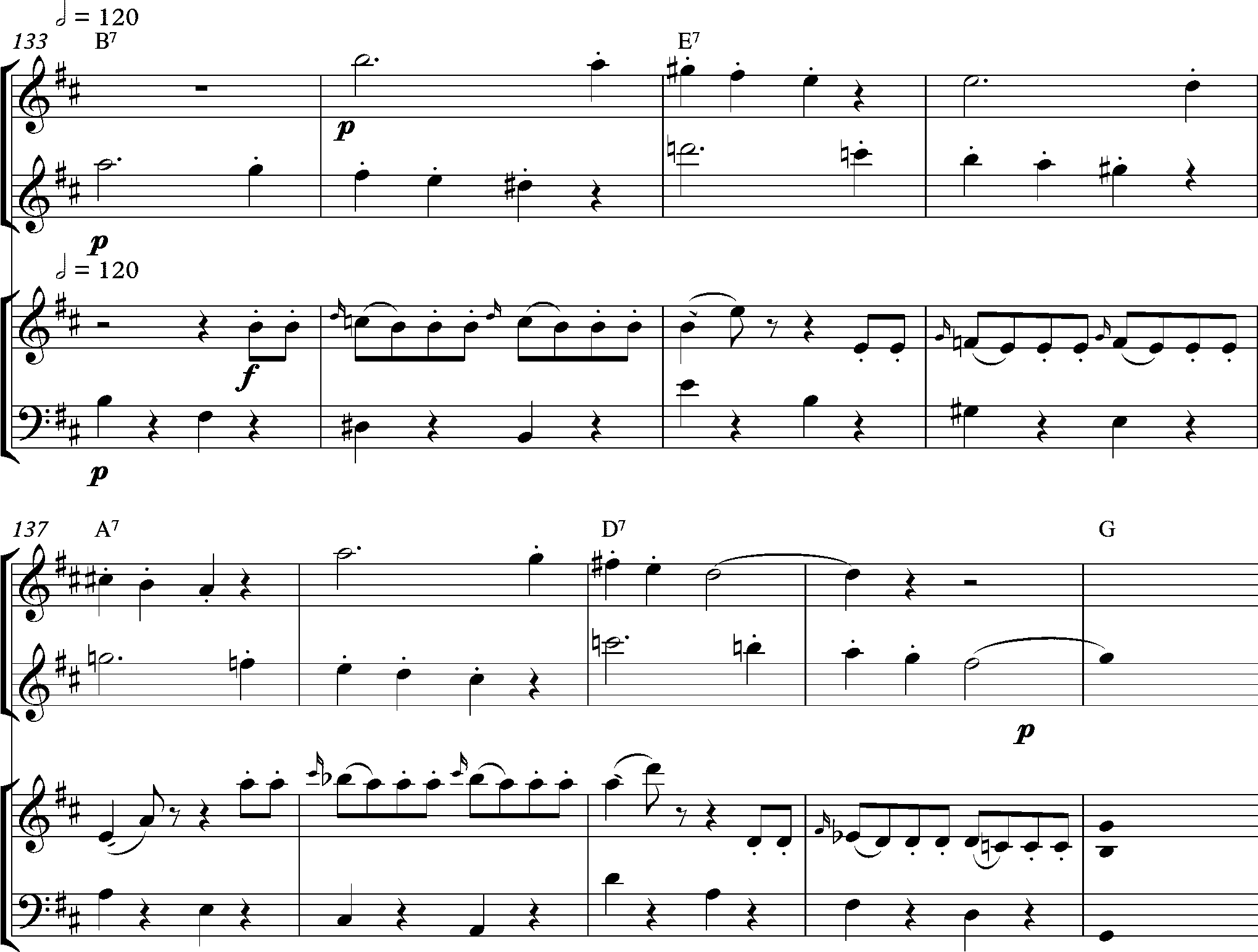
اورتور دون ژوان، میزان ۱۴۲–۱۳۳بی‌قاب|چپ|

## یادداشت
1. ↑  William Mann